# ツクシガモ属
ツクシガモ属（ツクシガモぞく、学名：Tadorna）は、鳥綱カモ目カモ科に属する属。

## 形態
次列風切には緑色の光沢（翼鏡）がある。雨覆は白く、三列風切は赤褐色。後肢はやや長い。
雌雄同色の種もいれば、性的二型が大きい種もいる。

## 分類
以前はシロガシラツクシガモを本属に含んでいたが、分子系統解析ではシロガシラツクシガモよりもエジプトガンの方が本属の他の構成種と近縁（エジプトガンを含まない本属は側系統群）という解析結果が得られている。
以下の分類・英名は、IOC World Bird List (v11.1)に従う。和名は黒田(1980)に従う。
- Tadorna cana ネズミガシラアカツクシガモ South African shelduck
- Tadorna cristata カンムリツクシガモ Crested shelduck
- Tadorna ferruginea アカツクシガモ Ruddy shelduck
- Tadorna tadorna ツクシガモ Common shelduck
- Tadorna tadornoides クビワアカツクシガモ Australian shelduck
- Tadorna variegata クロアカツクシガモ Paradise shelduck

## 生態
地面に空いた穴やウサギ類の巣穴・樹洞などに巣を作り、繁殖する。

## 画像

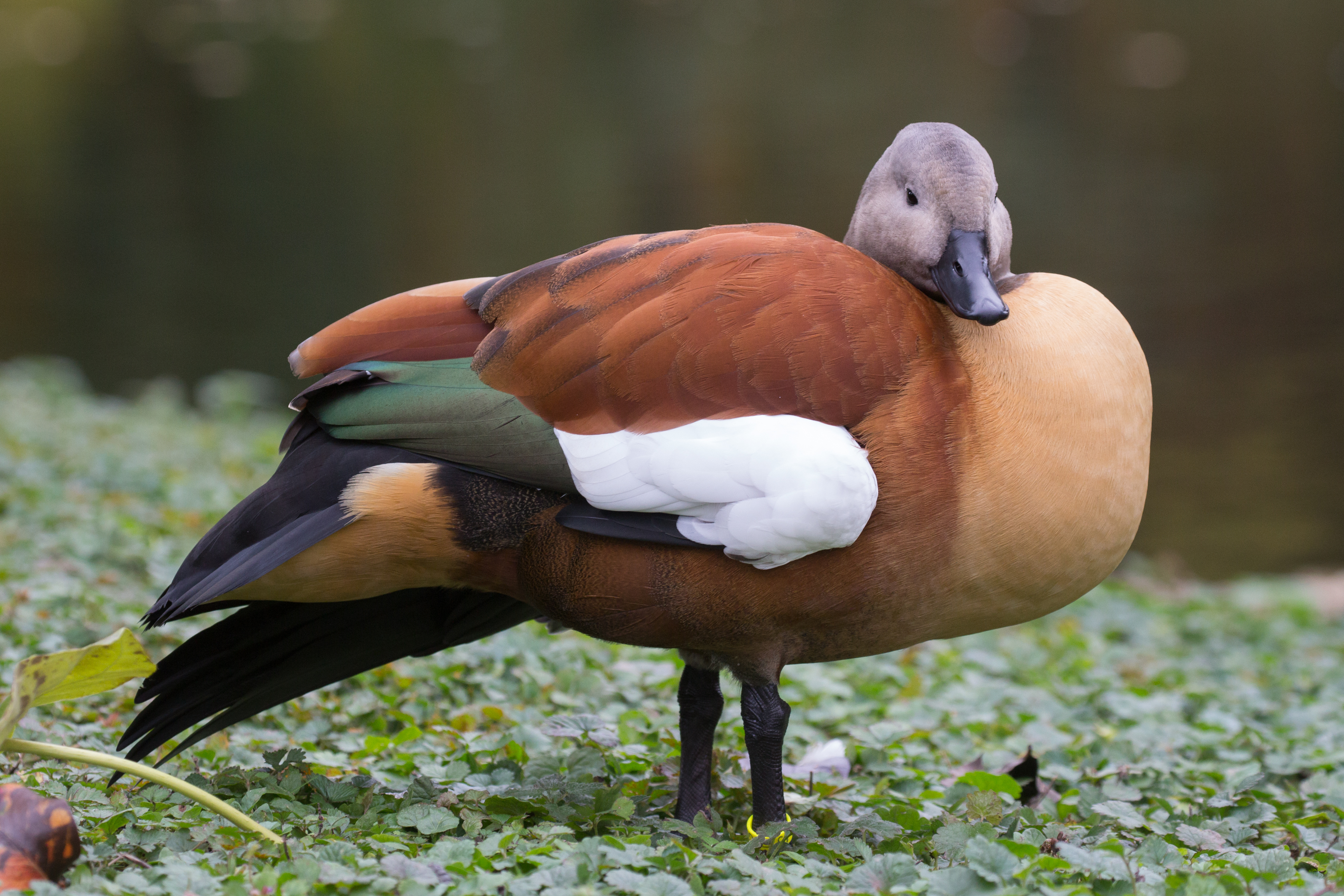
ネズミガシラアカツクシガモ T. cana
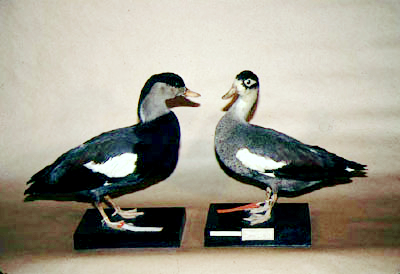
カンムリツクシガモ T. cristata
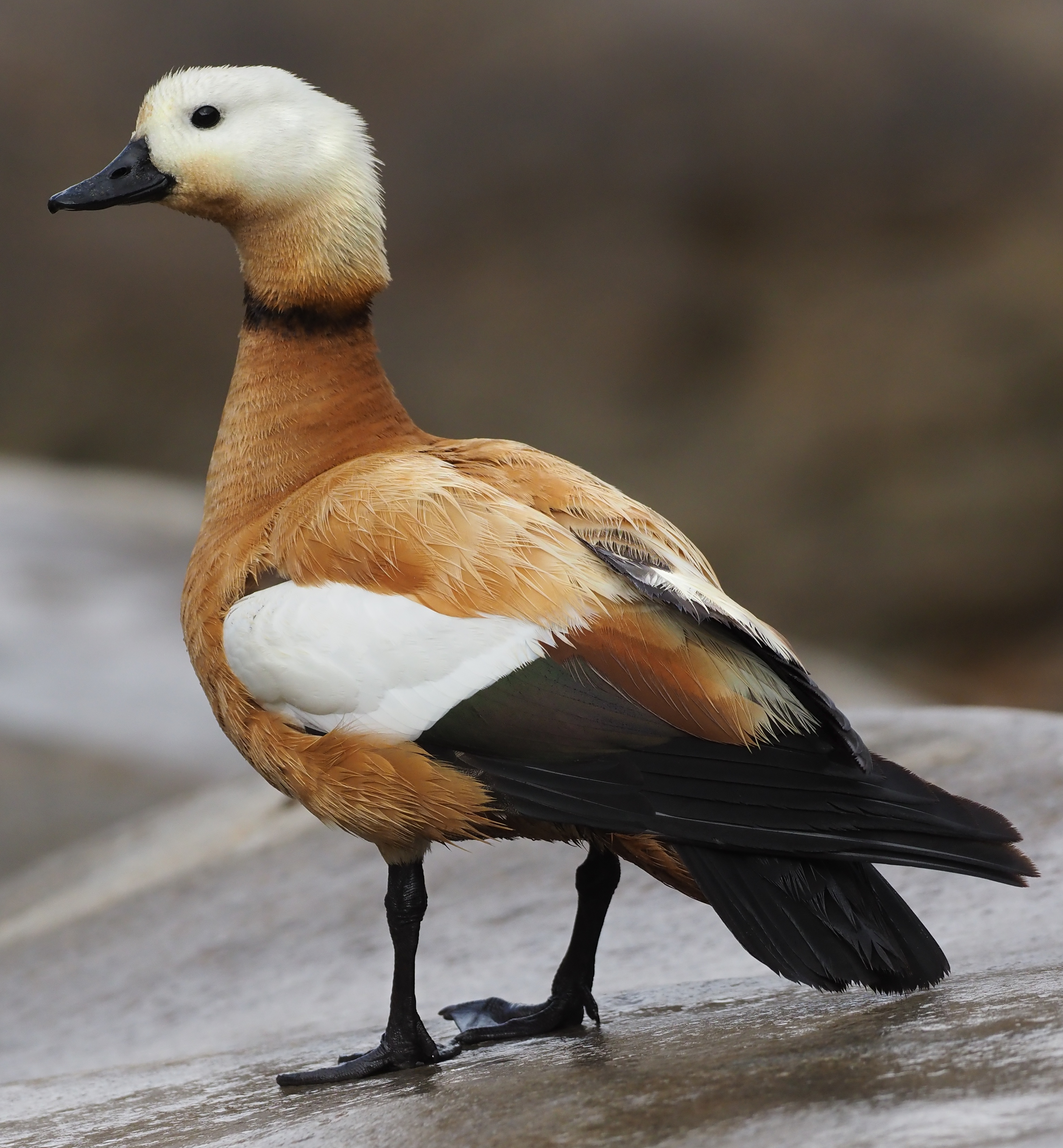
アカツクシガモ T. ferruginea
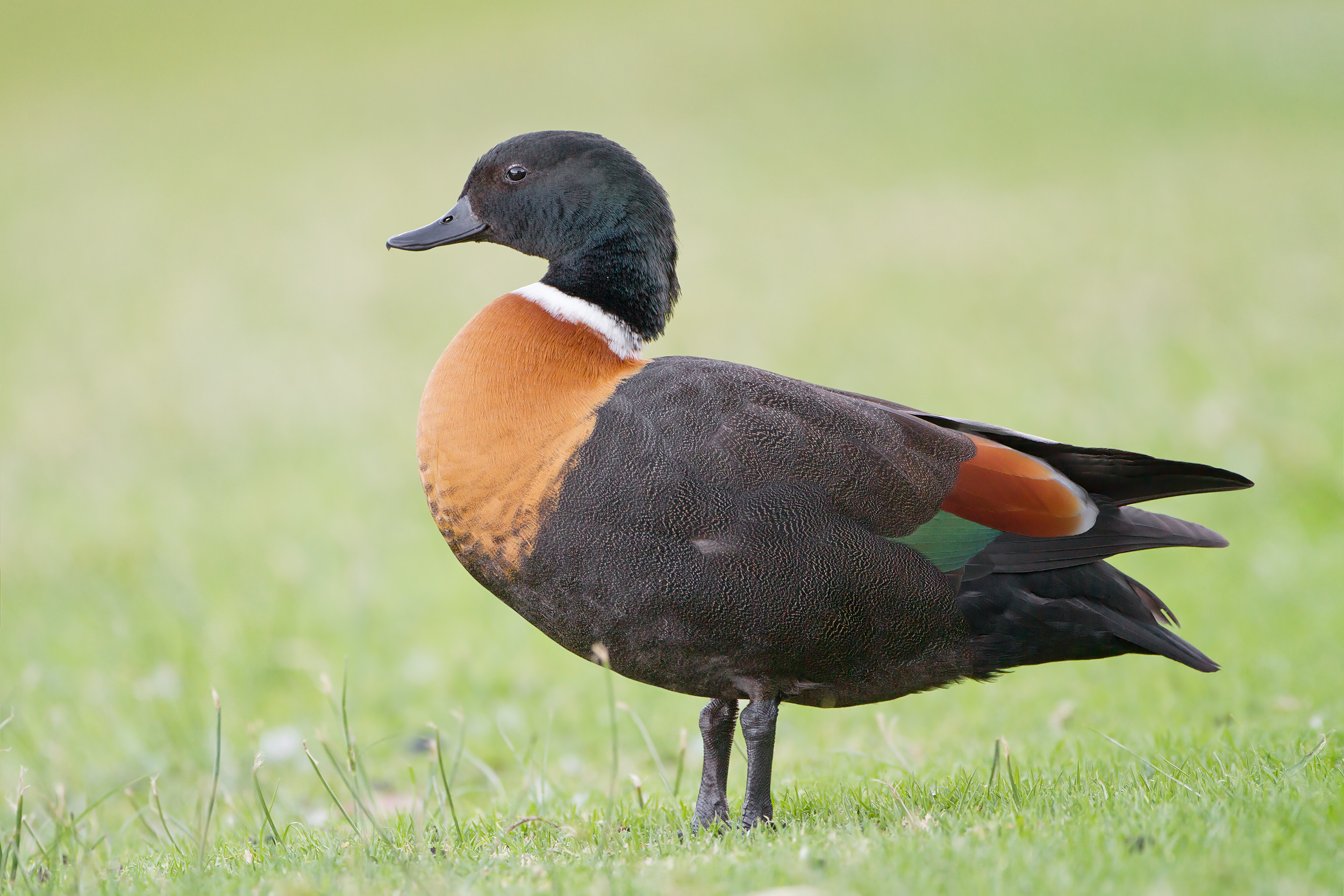
クビワアカツクシガモ T. tadornoides
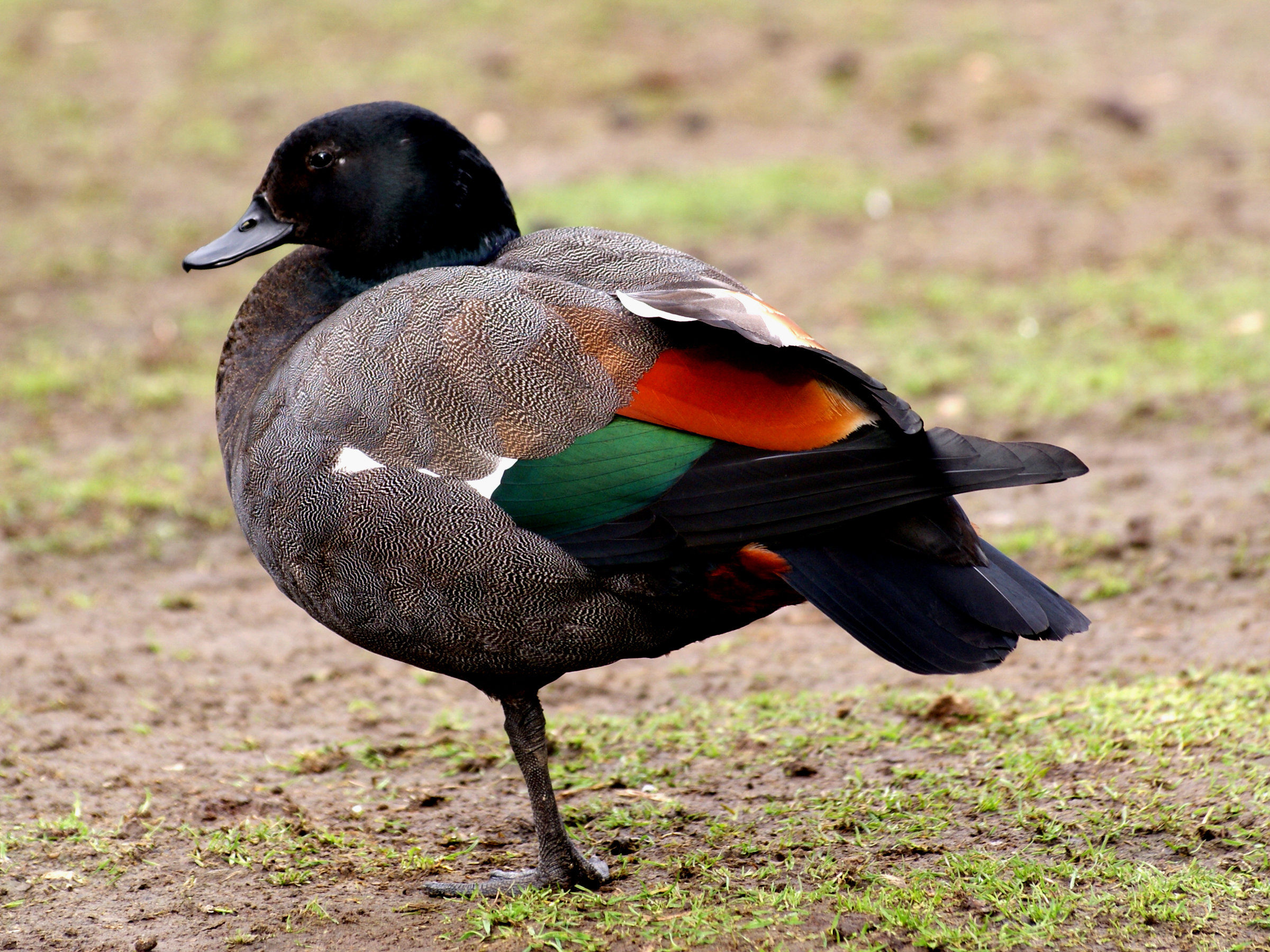
クロアカツクシガモ T. variegata